# 6-Piruvoiltetrahidropterinska sintaza
6-Piruvoiltetrahidropterinska sintaza (EC 4.2.3.12, 2-amino-4-okso-6-((1S,2R)-1,2-dihidroksi-3-trifosfooksipropil)-7,8-dihidroksipteridin trifosfat lijaza, 6-((1S,2R)-1,2-dihidroksi-3-trifosfooksipropil)-7,8-dihidropterin trifosfat-lijaza (formira 6-piruvoil-5,6,7,8-tetrahidropterin)) je enzim sa sistematskim imenom 7,8-dihidroneopterin 3'-trifosfat trifosfat-lijaza (formira 6-piruvoil-5,6,7,8-tetrahidropterin). Ovaj enzim katalizuje sledeću hemijsku reakciju
7,8-dihidroneopterin 3'-trifosfat {\displaystyle \rightleftharpoons } 6-piruvoil-5,6,7,8-tetrahidropterin + trifosfat
Ovaj enzim katalizuje trifosfatnu eliminaciju i intramolekularnu redoks reakciju u prisustvu jona Mg2+.

## Literatura
- Nicholas C. Price; Lewis Stevens (1999). Fundamentals of Enzymology: The Cell and Molecular Biology of Catalytic Proteins (Third изд.). USA: Oxford University Press. ISBN 019850229X.
- Eric J. Toone (2006). Advances in Enzymology and Related Areas of Molecular Biology, Protein Evolution (Volume 75 изд.). Wiley-Interscience. ISBN 0471205036.
- Branden C; Tooze J. Introduction to Protein Structure. New York, NY: Garland Publishing. ISBN 0-8153-2305-0.
- Irwin H. Segel. Enzyme Kinetics: Behavior and Analysis of Rapid Equilibrium and Steady-State Enzyme Systems (Book 44 изд.). Wiley Classics Library. ISBN 0471303097.

## Spoljašnje veze
- 6-pyruvoyltetrahydropterin+synthase на 